# دهستان نه
دهستان نِه یکی از دهستان های بخش مرکزی شهرستان نهبندان استان خراسان جنوبی ایران است.

## جمعیت
بر پایه سرشماری عمومی نفوس و مسکن در سال ۱۳۹۵ جمعیت این دهستان ۱۰،۳۳۹ نفر بوده‌است.